# Division 1 Féminine 2016-17
Division 1 Féminine 2016-17 var den 43. udgave siden ligaens etablering. Lyon var forsvarende mestre, idet de havde vundet titlen i alle ti forrige sæsoner. Sæsonen startede den 11. september 2016.

## Hold
Der var tre hold, der rykkede op fra Division 2 Féminine, næstbedste række i kvindernes fodbold i Frankrig. De erstattede de tre hold, der rykkede ned fra Division 1 Féminine efter 2015-16-sæsonen. I alt 12 hold konkurrerede i ligaen, hvoraf to hold ville rykke ned i næstbedste række, efter at sæsonen var slut.
Hold der rykkede op i Division 1 Féminine 2016-17
- FC Girondins de Bordeaux
- Olympique de Marseille
- FC Metz

Hold der rykkede ned i Division 2 Féminine 2016-17
- ESOFV La Roche-sur-Yon
- FF Nîmes MG
- VGA de Saint-Maur

### Stadion og lokaliteter
| Klub                     | Lokalitet      | Stadion                                    | Kapacitet |
| ------------------------ | -------------- | ------------------------------------------ | --------- |
| ASPTT Albi               | Albi           | Stade Maurice-Rigaud                       | 3.000     |
| FC Girondins de Bordeaux | Bordeaux       | Stade Sainte-Germaine (Le Bouscat)         | 7.000     |
| En Avant de Guingamp     | Guingamp       | Stade Fred-Aubert (Saint-Brieuc)           | 10.600    |
| FCF Juvisy Essonne       | Viry-Châtillon | Stade Robert-Bobin (Bondoufle)             | 18.850    |
| FC Metz                  | Metz           | Stade Saint-Symphorien                     | 25.636    |
| Montpellier HSC          | Montpellier    | Stade de la Mosson                         | 32.900    |
| Olympique Lyonnais       | Lyon           | Parc Olympique Lyonnais (Décines-Charpieu) | 59.186    |
| Olympique de Marseille   | Marseille      | Stade Parsemain (Fos-sur-Mer)              | 17,000    |
| Paris Saint-Germain FC   | Paris          | Stade Sébastien Charléty                   | 20.000    |
| Rodez AF                 | Rodez          | Stade Paul-Lignon                          | 5.955     |
| AS Saint-Étienne         | Saint-Étienne  | Stade Léon Nautin                          | 1.500     |
| ASJ Soyaux-Charente      | Soyaux         | Stade Camille-Lebon (Angoulême)            | 6.500     |

## Ligatabel
| Pos | Hold                | K  | V  | U | T  | M+  | M- | MF  | P  | Kvalifikation eller nedrykning                          |
| --- | ------------------- | -- | -- | - | -- | --- | -- | --- | -- | ------------------------------------------------------- |
| 1   | Lyon                | 22 | 21 | 0 | 1  | 103 | 6  | +97 | 63 | Kvalifikation til UEFA Women's Champions League 2017-18 |
| 2   | Montpellier         | 22 | 18 | 1 | 3  | 73  | 10 | +63 | 55 | Kvalifikation til UEFA Women's Champions League 2017-18 |
| 3   | Paris Saint-Germain | 22 | 16 | 2 | 4  | 54  | 16 | +38 | 49 |                                                         |
| 4   | Marseille           | 22 | 11 | 2 | 9  | 32  | 38 | −6  | 35 |                                                         |
| 5   | Juvisy              | 22 | 9  | 5 | 8  | 42  | 25 | +17 | 32 |                                                         |
| 6   | Guingamp            | 22 | 8  | 5 | 9  | 28  | 36 | −8  | 29 |                                                         |
| 7   | Soyaux              | 22 | 7  | 6 | 9  | 25  | 52 | −27 | 27 |                                                         |
| 8   | Rodez               | 22 | 5  | 6 | 11 | 22  | 56 | −34 | 21 |                                                         |
| 9   | Albi                | 22 | 6  | 1 | 15 | 14  | 49 | −35 | 19 |                                                         |
| 10  | Bordeaux            | 22 | 3  | 7 | 12 | 14  | 43 | −29 | 16 |                                                         |
| 11  | Saint-Étienne       | 22 | 3  | 6 | 13 | 18  | 48 | −30 | 15 | Nedrykning til Division 2 Féminine                      |
| 12  | Metz                | 22 | 3  | 3 | 16 | 13  | 59 | −46 | 12 | Nedrykning til Division 2 Féminine                      |

1. ↑  Paris Saint-Germain blev fratrukket 1 point.

## Sæsonstatistik
| Nr. | Spiller           | Klub                | Mål |
| --- | ----------------- | ------------------- | --- |
| 1   | Eugénie Le Sommer | Lyon                | 20  |
| 1   | Ada Hegerberg     | Lyon                | 20  |
| 3   | Marie-Laure Delie | Paris Saint-Germain | 16  |
| 4   | Sofia Jakobsson   | Montpellier         | 14  |
| 5   | Lindsey Thomas    | Montpellier         | 12  |
| 6   | Cristiane         | Paris Saint-Germain | 11  |
| 7   | Camille Abily     | Lyon                | 10  |
| 7   | Valérie Gauvin    | Montpellier         | 10  |
| 7   | Salma Amani       | Guingamp            | 10  |

| Nr. | Spiller            | Klub                | Assists |
| --- | ------------------ | ------------------- | ------- |
| 1   | Dzsenifer Marozsán | Lyon                | 14      |
| 2   | Gaëtane Thiney     | Juvisy              | 11      |
| 3   | Shirley Cruz Traña | Paris Saint-Germain | 10      |
| 4   | Amel Majri         | Lyon                | 9       |
| 5   | Verónica Boquete   | Paris Saint-Germain | 8       |
| 6   | Pauline Bremer     | Lyon                | 6       |
| 6   | Ada Hegerberg      | Lyon                | 6       |
| 6   | Camille Abily      | Lyon                | 6       |

### Hat-tricks
Opdateret til kampe spillet den 8. maj 2017.
| Spiller            | For           | Imod          | Resultat | Dato              | Ref.   |
| ------------------ | ------------- | ------------- | -------- | ----------------- | ------ |
| Eugénie Le Sommer5 | Lyon          | Soyaux        | 0–9      | 11 September 2016 | [ 3 ]  |
| Audrey Chaumette   | Saint-Étienne | Bordeaux      | 0–7      | 25 September 2016 | [ 4 ]  |
| Camille Catala4    | Juvisy        | Rodez         | 0–10     | 9 October 2016    | [ 5 ]  |
| Kadidiatou Diani   | Juvisy        | Rodez         | 0–10     | 9. oktober 2016   | [ 5 ]  |
| Eugénie Le Sommer  | Lyon          | Guingamp      | 9–1      | 30. oktober 2016  | [ 6 ]  |
| Laura Bourgouin    | Soyaux        | Bordeaux      | 2–3      | 30. oktober 2016  | [ 7 ]  |
| Salma Amani        | Guingamp      | Marseille Ol. | 4–0      | 6 November 2016   | [ 8 ]  |
| Marie-Laure Delie  | PSG           | Juvisy        | 3–0      | 10 December 2016  | [ 9 ]  |
| Sofia Jakobsson4   | Montpellier   | Albi          | 7–0      | 21. december 2016 | [ 10 ] |

5 Spilleren scorede 5 mål

4 Spilleren scorede 4 mål